# Салорно
Сало̀рно (на италиански: Salorno; на немски: Salurn, Салурн) е малко градче и община в Северна Италия, автономна провинция Южен Тирол, автономен регион Трентино-Южен Тирол. Разположено е на 224 m надморска височина. Населението на общината е 3536 души (към 2010 г.).

## Език
Официални общински езици са и италианският и немският. Най-голямата част от населението говори италиански. В общината се говори и други романски език, ладинският.
| %     | Роден език      |
| 61,85 | Италиански език |
| 37,74 | Немски език     |
| 0,40  | Ладински език   |